# Distrikt Vilcanchos
Der Distrikt Vilcanchos liegt in der Provinz Víctor Fajardo in der Region Ayacucho in Südzentral-Peru. Der Distrikt wurde am 14. November 1910 gegründet. Er besitzt eine Fläche von etwa 500 km². Beim Zensus 2017 wurden 2497 Einwohner gezählt. Im Jahr 1993 lag die Einwohnerzahl bei 2950, im Jahr 2007 bei 2906. Sitz der Distriktverwaltung ist die 2982 m hoch gelegene Ortschaft Vilcanchos mit 415 Einwohnern (Stand 2017). Vilcanchos liegt knapp 53 km westnordwestlich der Provinzhauptstadt Huancapi.

## Geographische Lage
Der Distrikt Vilcanchos liegt im Andenhochland im äußersten Westen der Provinz Víctor Fajardo. Der Distrikt wird im Norden von dem nach Osten strömenden Río Pampas begrenzt. Dieser entwässert das Areal.
Der Distrikt Vilcanchos grenzt im Westen an den Distrikt Pilpichaca (Provinz Huaytará), im Norden an die Distrikte Paras und Totos (beide in der Provinz Cangallo), im Osten an den Distrikt Sarhua sowie im Süden an
den Distrikt Santiago de Lucanamarca (Provinz Huanca Sancos).

## Ortschaften
Neben dem Hauptort gibt es folgende größere Ortschaften im Distrikt:
- Antacocha (258 Einwohner)
- Cocas (390 Einwohner)
- Espite
- San Jacinto (262 Einwohner)